# Томасовский процесс

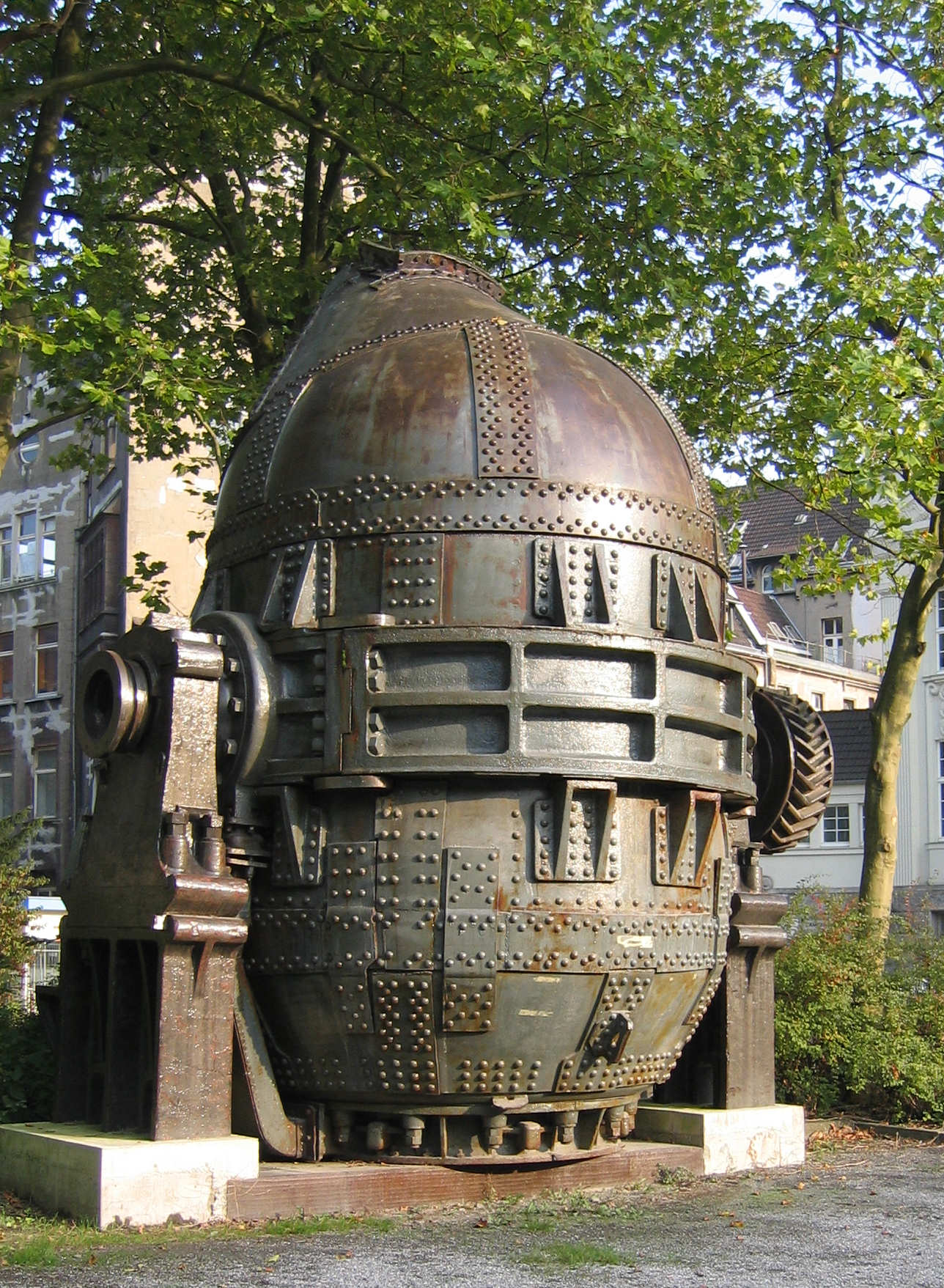
Томасовский конвертор

Тома́совский проце́сс (томасирование чугуна), также известный как процесс Гилкриста—Томаса — один из видов передела жидкого (получаемого из доменной печи) чугуна в сталь конвертерным способом.

## История
Он был предложен Сидни Гилкристом Томасом в 1878 году, а затем разработан совместно Сидни Гилкристом Томасом и его двоюродным братом Перси Карлайлом Гилкристом. Процесс успешно конкурировал с бессемеровским процессом, так как позволял перерабатывать чугун, содержащий до 2 % фосфора. Распространению Томасовского процесса способствовало то, что томасовская сталь была дешевле стали, полученной другими способами.
Наибольшее применение томасовский процесс получил сначала в Германии, обладавшей в то время большими запасами лотарингских высокофосфористых руд (первые плавки в 1879 году). В России процесс был введён в 90-х годах XIX века на Таганрогском, Керченском и Мариупольском заводах. В конце XIX века томасовская сталь по объёму мирового производства (около 25 % от всей выплавки стали) занимала 2-е место (после бессемеровской). Однако несколько повышенное по сравнению с мартеновским металлом содержание азота и фосфора, обусловившее бо́льшую хрупкость и хладоломкость томасовской стали, ограничило область её применения. В начале XX века томасовский процесс уступил по объёму производства стали мартеновскому процессу. В дальнейшем доля томасовского металла продолжала снижаться и к 1974 году была менее 2 %.

## Технология
Течение томасовского процесса определяется прежде всего химическим составом томасовского чугуна, богатого фосфором. Томасовский конвертер имеет такую же конструкцию, как и бессемеровский, но несколько больше по размерам. Коренное различие между конвертерами состоит в футеровке. Основная футеровка томасовского конвертера (из «намертво» обожжённого доломита) даёт возможность загружать в него известь (12—15 % от массы чугуна) для ошлакования и удаления фосфора. После загрузки извести заливают чугун с температурой 1180—1250 °С, поворачивают конвертер в вертикальное рабочее положение и начинают продувку, в ходе которой окисляются Si, Mn, частично Fe, С и Р. Металл продувается до достижения концентрации углерода 0,05 %, так как только после этого начинается интенсивное окисление фосфора (до концентраций 0,04-0,05 %). Сера из металла удаляется лишь частично. В ходе Томасовского процесса металл часто приходится охлаждать добавками руды, окалины или скрапа (вторичный металл). В конце плавки металл раскисляют и науглероживают коксом, графитом, термоантрацитом или древесным углём в бумажных пакетах. Выход годного металла 85—89 %, выход томасшлака (используемого как фосфорное удобрение) 18—20 % от массы металла. При ёмкости конвертера 18—70 т продолжительность продувки 16—22 мин., а длительность всей плавки 25—40 мин. Выплавленная сталь идёт на сортовой прокат, лист, кровельное железо, проволоку, рельсы.
В 50-х годах XX века был разработан ряд новых вариантов Томасовского процесса, позволявших получать сталь с пониженным содержанием азота: продувка воздухом, обогащённым кислородом, парокислородной смесью, смесью кислорода и углекислого газа. Однако к середине 70-х годов XX века Томасовский процесс практически вытеснен кислородно-конвертерным процессом.